# Подонцовье
Подонцовье (укр. Подінців'я) — географический регион соответствующий бассейну реки Северский Донец. Регион находится на юге Восточно-Европейской равнины, на территории двух государств: Украина и Россия.

## География
Северский Донец — самая крупная река восточной Украины и крупнейший приток Дона. Общая протяжённость реки составляет 1053 км, площадь бассейна 98 900 квадратных километров.
На севере региона находится Белогорье — южный отрог Среднерусской возвышенности, с которого стекают как Донец, так и все его левые притоки: Большой Бурлук, Оскол, Айдар, Красная, Деркул и другие.
С юга территория Подонцовья ограничена Донецким кряжем, с которого в Донец стекает много мелких рек, в том числе: Уды, Бахмут, Казенный Торец, Лугань, Белая, Ольховая, Большая Каменка и другие.